# Cantonul Biarritz
Cantonul Biarritz este un canton francez din departamentul Pyrénées-Atlantiques.

## Istorie
Un nou decupaj teritorial al departamentului Pyrénées-Atlantiques a intrat în vigoare în 2015. Acesta a fost definit prin decretul din 25 februarie 2014, în aplicarea legilor din 17 mai 2013 (legea organică 2013-402 și legea 2013-403).
Cantonul Biarritz este compus dintr-o singură comună: Biarritz. Este situat în întregime în arondismentul Bayonne, centrul cantonal se află în Biarritz.

## Date demografice
În 2021, cantonul avea 25.764 locuitori, înregistrând o creștere de +5,34% față de 2015 (Pyrénées-Atlantiques: +3,43%, Franța fără Mayotte: +1,84%).